# Sportovní gymnastika na Letních olympijských hrách 1924
Sportovní gymnastika na Letních olympijských hrách 1924.

## Medailisté

### Muži
| Soutěž                | Zlato | Stříbro | Bronz |
| --------------------- | --- | --- | --- |
| Víceboj – jednotlivci | Leon Štukelj · Jugoslávie (YUG) | Robert Pražák · Československo (TCH) | Bedřich Šupčík · Československo (TCH) |
| Víceboj – družstva    | Itálie (ITA) · Luigi Cambiaso · Mario Lertora · Vittorio Lucchetti · Luigi Maiocco · Ferdinando Mandrini · Francesco Martino · Giuseppe Paris · Giorgio Zampori | Francie (FRA) · Eugène Cordonnier · Léon Delsarte · François Gangloff · Jean Gounot · Arthur Hermann · André Higelin · Joseph Huber · Albert Séguin | Švýcarsko (SUI) · Hans Grieder · August Güttinger · Jean Gutweninger · Georges Miez · Otto Pfister · Antoine Rebetez · Carl Widmer · Josef Wilhelm |
| Hrazda                | Leon Štukelj · Jugoslávie (YUG) | Jean Gutweninger · Švýcarsko (SUI) | André Higelin · Francie (FRA) |
| Bradla                | August Güttinger · Švýcarsko (SUI) | Robert Pražák · Československo (TCH) | Giorgio Zampori · Itálie (ITA) |
| Kůň našíř             | Josef Wilhelm · Švýcarsko (SUI) | Jean Gutweninger · Švýcarsko (SUI) | Antoine Rebetez · Švýcarsko (SUI) |
| Kruhy                 | Francesco Martino · Itálie (ITA) | Robert Pražák · Československo (TCH) | Ladislav Vácha · Československo (TCH) |
| Šplh na laně          | Bedřich Šupčík · Československo (TCH) | Albert Séguin · Francie (FRA) | Ladislav Vácha · Československo (TCH) |
| Šplh na laně          | Bedřich Šupčík · Československo (TCH) | Albert Séguin · Francie (FRA) | August Güttinger · Švýcarsko (SUI) |
| Kůň nadél             | Albert Séguin · Francie (FRA) | Jean Gounot · Francie (FRA) | nebyla udělena |
| Kůň nadél             | Albert Séguin · Francie (FRA) | François Gangloff · Francie (FRA) | nebyla udělena |
| Přeskok               | Frank Kriz · Spojené státy americké (USA) | Jan Koutný · Československo (TCH) | Bohumil Mořkovský · Československo (TCH) |

## Přehled medailí
| Pořadí | Země                         | Zlato | Stříbro | Bronz | Celkově |
| ------ | ---------------------------- | ----- | ------- | ----- | ------- |
| 1      | Švýcarsko (SUI)              | 2     | 2       | 3     | 7       |
| 2      | Itálie (ITA)                 | 2     | 0       | 1     | 3       |
| 3      | Jugoslávie (YUG)             | 2     | 0       | 0     | 2       |
| 4      | Československo (TCH)         | 1     | 4       | 4     | 9       |
| 5      | Francie (FRA)                | 1     | 4       | 1     | 6       |
| 6      | Spojené státy americké (USA) | 1     | 0       | 0     | 1       |
| Celkem | Celkem                       | 9     | 10      | 9     | 28      |